# Мирончук Олена Юріївна
Оле́на Ю́ріївна Мирончу́к — майстер-сержант Збройних Сил України, учасниця російсько-української війни, що відзначилася під час російського вторгнення в Україну.

## Життєпис
Олена Мирончук народилася в Нетішині на Хмельниччині. Обіймала військову посаду діловода матеріально-технічної військової частини. З початком повномасштабного російського вторгнення в Україну перебувала на передовій — брала участь в обороні Маріуполя. Потім разом з співслуживцями евакуювалася до «Азовсталі», де перебували 47 днів. 12 квітня Марина Голінько з десятками інших бійців вийшли з металургійного комбінату імені Ілліча та опинилася в полоні, де пробула понад пів року. Разом зі іншими 108 українськими жінками Олену Мирончук 17 жовтня 2022 року обміняли та повернули до України. Довгий час проходила курс реабілітації.

## Нагороди
- Орден «За мужність» III ступеня (2022) — за особисту мужність, виявлену у захисті державного суверенітету та територіальної цілісності України, незламність духу і вірність військовій присязі[3].